# Jędrzej Sługocki
Andrzej (Jędrzej) Sługocki herbu Jastrzębiec (zm. przed 5 maja 1772 roku) – chorąży chełmski od 1771 roku, stolnik chełmski w latach 1765-1771, podczaszy chełmski w latach 1748-1765.
Poseł na sejm 1758 roku z ziemi chełmskiej. 